# Звягин, Александр Евстафьевич
Александр Евстафьевич Звягин (1922—1991) — майор Советской Армии, участник Великой Отечественной войны, Герой Советского Союза (1946).

## Биография
Александр Звягин родился 23 октября 1922 года в селе Пуйко (по другим данным — Нанги) Ямальского района Ямало-Ненецкого автономного округа Тюменской области. Проживал в Тобольске, позднее в Тюмени. Окончил девять классов школы и аэроклуб. В мае 1941 года Звягин был призван на службу в Рабоче-крестьянскую Красную Армию. В 1942 году он окончил Омскую военную авиационную школу пилотов. С октября 1943 года — на фронтах Великой Отечественной войны, летал на штурмовике «Ил-2». Принимал участие в боях на 1-м и 4-м Украинском фронтах. Участвовал в освобождении Киева и Украинской ССР, Польши, Чехословакии.
К концу войны у лейтенанта родился сын, которого он назвал Валерий.
Александр Звягин был старшим лётчиком 208-го штурмового авиаполка 227-й штурмовой авиадивизии 8-го штурмового авиационного корпуса 8-й воздушной армии 4-го Украинского фронта. За время своего участия в боевых действиях он совершил 152 боевых вылета на штурмовку скоплений боевой техники и живой силы противника, нанеся тому большие потери. В воздушных боях Звягин сбил 3 вражеских самолёта лично и ещё 2 — в составе группы.
Указом Президиума Верховного Совета СССР от 15 мая 1946 года за «мужество и отвагу, проявленные при нанесении штурмовых ударов по противнику» лейтенант Александр Звягин был удостоен высокого звания Героя Советского Союза с вручением ордена Ленина и медали «Золотая Звезда» за номером 9085.
После окончания войны Звягин продолжил службу в Советской Армии. В 1960 году в звании майора он был уволен в запас. Проживал в Херсоне, работал крановщиком на Херсонском судостроительном заводе. Умер 26 марта 1991 года, похоронен в Херсоне.
Был также награждён четырьмя орденами Красного Знамени, двумя орденами Отечественной войны 1-й степени, тремя орденами Красной Звезды, рядом медалей.